# Paepalanthus gentlei
Paepalanthus gentlei är en gräsväxtart som beskrevs av Harold Norman Moldenke. Paepalanthus gentlei ingår i släktet Paepalanthus och familjen Eriocaulaceae.
Artens utbredningsområde är Belize. Inga underarter finns listade i Catalogue of Life.